# Antipus endrodyyoungai
Antipus endrodyyoungai es un insecto coleóptero de la familia Chrysomelidae.
Fue descrita científicamente por primera vez en 1989 por Medvedev.